# Дёмин, Валерий Никитич
Вале́рий Ники́тич Дёмин (9 февраля 1942, Новосибирск — 26 ноября 2006, Москва) — советский и российский философ, писатель, биограф, автор псевдоисторических работ о Гиперборее и «арийском» происхождении русских («гиперборейская идея» в терминологии автора). Член Союза писателей России. Доктор философских наук (1997). Руководитель любительской поисковой экспедиции «Гиперборея» на Кольском полуострове.

## Биография
Родился в семье советского военачальника Н. С. Дёмина (1910—1989).
В 1968 году окончил философский факультет МГУ имени М. В. Ломоносова.
В 1971 году в Военно-политической академии имени В. И. Ленина защитил диссертацию на соискание учёной степени кандидата философских наук по теме «Образность и наглядность в преподавании марксистско-ленинской философии в высших военно-учебных заведениях: (Методологический анализ проблемы)».
До начала 1990-х годов занимался атеистическим воспитанием студентов и борьбой с буржуазной философией. С советского времени интересовался поиском снежного человека.
В 1996 году в Институте переподготовки и повышения квалификации преподавателей социальных и гуманитарных наук при МГУ защитил диссертацию на соискание учёной степени доктора философских наук по теме «Философские принципы русского космизма» (специальность 09.00.01 — онтология и теория познания).
До 2000 года Дёмин руководил общественной организацией Народный фонд «Русь возрождённая».
Похоронен в Москве на Кунцевском кладбище.

## Творчество
Автор научно-фантастического сборника «Ущелье Печального дракона» (1989).
Автор более 100 работ научного, научно-художественного и беллетристического содержания, среди которых 35 книг по общей теории диалектики, философской науки, методологии русского космизма.
С начала начала 1990-х годов развивал идеи русского космизма и эзотерики.

## «Гиперборейская идея»
Занимался любительскими изысканиями в области археологии и предыстории, на основании чего развивал псевдоисторическую гипотезу о Гиперборее — древнейшей в мире цивилизации в Приполярье, на Русском Севере и в Северной Сибири («гиперборейская идея» в терминологии автора). По этой теме Дёминым было опубликовано несколько работ в жанре фолк-хистори. Дёмин рассматривал русский фольклор и фольклор других народов как исторический источник. «Гиперборейскую культуру», «великую традицию», по его мнению, «ведали и русские отшельники, и мудрецы древнего Тибета». На основании мифов различных народов о летающих колесницах, археологических находок фигурок крылатых животных и предметов и сюжетов Калевалы он утверждал, что гиперборейцы изобрели летательные аппараты. Свастику он считал древнейшим символом Севера и доказательством «общего полярного происхождения народов мира».  Он возрождал концепцию циркумполярной культуры первой половины XX века, в процессе развития северной археологии отвергнутую учёными. Сторонники этой гипотезы, в отличие от Дёмина, не предполагали существование на Севере высокой цивилизации. Существование гиперборейской цивилизации Дёмин относил то ко времени 20—12 тысяч лет назад, то ко времени 40 тысяч лет назад, когда климат на Севере, по его мнению, был мягче. Он ссылался на длинные хронологии, существующие в некоторых культурах (например, космические циклы в миллиарды лет в индуизме). Следы гиперборейской цивилизации, по мнению Дёмина, были либо полностью стерты, либо скрыты в толще земли или под ледниками, поскольку после природной катастрофы гипербореи ушли под землю. В псевдонаучном ключе Дёмин занимался поисками гиперборейского праязыка человечества. Под влиянием теорий XIX века и арийского мифа, утверждающих, что древнейшим индоевропейским («арийским») языком является санскрит, Дёмин писал: «раз русский язык — древнейшего индоевропейского происхождения, в нем неизбежно имеется основа, восходящая к санскриту».
Наиболее прямыми потомками гиперборейцев Дёмин считал «ариев» («арийцев»), а прямыми потомкам последних — славян и русских. Духовное наследие Гипербореи, по его мнению, сохранили именно русские, причём «в тех неповторимых чертах, которые делают русского человека непохожим на любого другого». В рамках «арийской» идеи он утверждал, что знания гиперборейской цивилизации утрачиваются «в результате искусственного идеологического вмешательства, включая религиозную экспансию или насаждение чужеродной идеологической парадигмы» — христианства. В соответствии с тем же арийским мифом Дёмин считал русскую сказку о Курочке Рябе напоминанием о древних временах, когда индоевропейцы («арийцы») якобы на смерть бились с «семитами», оттеснившими их на юг.
Дёмин признавал вклад в развитие «гиперборейской идеи» теософии Елены Блаватской в части «теософской концепции развития разумной жизни на Земле». «Торжество» этой идеи он связывал с работами голландско-немецкого мистика и теоретика национал-социализма Германа Вирта, автора псевдонаучной теории о происхождении нордической расы от высокоразвитой арктической «арийской» цивилизации, а также с работами французского философа Рене Генона и итальянского эзотерика и идеолога неофашизма Юлиуса Эволы. Вслед за этими авторами Дёмин пользовался эзотерическими идеями и изображал эпоху палеолита Золотым веком, в который уходят корни Примордиальной традиции. Также он находил доказательства своим идеям у других авторов псевдонаучных работ и в творчестве национальных романтиков XIX века. Так, он опирался на «Велесову книгу» (сочинение, выдаваемое за текст IX века, но признанное научным сообществом фальсификацией XX века), работы французского астронома и политического деятеля XVIII века Ж. С. Байи, выдвинувшего гипотезу о полярной прародине мировой цивилизации, индийского политического деятеля Бала Тилака, автора арктической гипотезы прародины индоевропейцев, отвергнутой наукой, неоязычника и популяризатора «Велесовой книги» А. И. Асова и индолога Н. Р. Гусевой, которая придерживалась арктической гипотезы. Учёные, по мнению Дёмина, замалчивают и скрывают факты о Гиперборее.
По мнению Дёмина и его единомышленников, идея Гипербореи создаёт «фундамент для стратегии лидерства» России. Позднее Дёмин называл Гиперборею «российской протоцивилизацией», основой которой была духовность.
Теория Дёмина освещалась в средствах массовой информации и некоторых популярных книгах.

## Экспедиция «Гиперборея»
Посетив Аркаим, в 1997 году Дёмин организовал и возглавил экспедицию «Гиперборея-97», отправившуюся на Кольский полуостров с целью проверить гипотезу о «древнейшей цивилизации белых людей». В состав экспедиции входили уфологи, экстрасенсы и эзотерики (более 100 человек). Экспедиция провела на Кольском полуострове пять сезонов (1997—2001). В своих северных «исследованиях» Дёмин пользовался поддержкой Госкомсевера и Администрации Мурманской области. Об «открытиях» этой экспедиции одной из первых сообщила «Российская газета». Журнал «Наука и религия» первым стал публиковать развёрнутые сообщения об этих открытиях: якобы в августе 1997 года члены экспедиции обнаружили огромную высеченную в скале фигуру человека с распростёртыми руками, циклопические руины древней обсерватории и лозу дикого винограда. «История России отодвигается на тысячелетия в глубь времен» — заявлялось в журнале. Позднее последовали сообщения о находке «древних знаков, похожих на письмо друидов», или «рун», о древнейшей «огамической письменности», о наличии у древних обитателей Севера механизмов для полетов по воздуху и мощного оружия уничтожения, а также об обнаружении снежного человека. В июле 1998 года было заявлено, что экспедиция обнаружила «древнейшее матриархальное святилище», новые «рунические письмена» и другие «загадочные знаки», а также «подземную базу инопланетян» и «места посадок двух НЛО», а также «этрусский якорь». Участвовавший в экспедиции журналист Е. С. Лазарев, по его утверждениям, обнаружил «святилище Великой Богини». Многие находки были затем признаны Дёминым и Лазаревым «святилищами ландшафтного типа» — естественными образованиями, якобы служившими объектами поклонения.
Дёмин и его последователи не опубликовали ни одного документального подтверждения этих открытий. Раскопок экспедиция не проводила. Единичные фотографии участников экспедиции демонстрируют различные естественные геологические образования. «Насечки» на скалах, которые Лазарев считает «алфавитными знаками» древнейшей палеолитической письменности, оказались пропилами, оставленными геологами.
Летом 2002 года Дёмин перенёс поиски «утраченной цивилизации» на полуостров Ямал. На Северном Урале он обнаружил «святилища ландшафтного типа».

## Критика
По мнению историка В. А. Шнирельмана, идеи Дёмина отличаются предельным дилетантизмом, гипермиграционистским и моноцентристским подходом, игнорирующим возможность конвергентного развития. Для подхода Дёмина, согласно Шнирельману, характерен отбор только тех аргументов, которые подтверждали его теорию, искажение и сведение к абсурду мнений специалистов, чтобы их легче было опровергать, избегание научного спора.
Критике историка и литературного критика С. С. Белякова подверглась книга Дёмина, опубликованная в серии «Жизнь замечательных людей» в 2007 году: «Гумилёв создал собственный терминологический аппарат, но Дёмин предпочитает ему терминологию профессиональных экстрасенсов, целителей и астрологов. Гумилёвская „пассионарность“ и „ноосфера“ Вернадского соседствуют здесь с „теллурической энергией“, „энергетикой сакрального места“, „внутренней энергетикой Матери-земли“ и „благотворным излучением Космоса“. Льва Гумилёва Дёмин причисляет к „русским космистам“, хотя „русский космизм“ никогда не был ни единым философским направлением, ни, тем более, наукой».

## Влияние
Идеи Дёмина о Гиперборее повлияли на ряд писателей-почвенников и публиковались в газете «Литературная Россия». Его идеи имеют большое число последователей, некоторые из которых также осуществляли поиск «арийской» працивилизации в различных регионах. В их числе был Александр Асов. «Гиперборейскую идею» Дёмина разделяет, в частности, Николай Слатин, сторонник подлинности «Велесовой книги» и автор собственного её «перевода».